# Badal Pandean
Badal Pandean is een bestuurslaag in het regentschap Kediri van de provincie Oost-Java, Indonesië. Badal Pandean telt 2666 inwoners (volkstelling 2010).